# Simone Zaza
Simone Zaza, italijanski nogometaš, * 25. junij 1991, Policoro.
Igra na položaju napadalca, nazadnje je bil član Torina, med letoma 2014 in 2018 pa tudi italijanske reprezentance.

### Reprezentančni zadetki
| #  | DATUM             | PRIZORIŠČE                       | NASPROTNIK | GOL ZA: | KONČNI IZID | TEKMOVANJE               |
| -- | ----------------- | -------------------------------- | ---------- | ------- | ----------- | ------------------------ |
| 1. | 9. september 2014 | Ullevaal Stadion, Oslo, Norveška | Norveška   | 0-1     | 0-2         | Kvalifikacije za EP 2016 |